# Leptoeme garnieri
Leptoeme garnieri är en skalbaggsart som beskrevs av Karl Adlbauer 2004. Leptoeme garnieri ingår i släktet Leptoeme och familjen långhorningar.
Artens utbredningsområde är Malawi. Inga underarter finns listade i Catalogue of Life.